# Nadëb
Nadëb es un pueblo indígena que habita en una región entre los ríos río Negro y Japurá, al noroeste del estado de Amazonas (Brasil). Son conocidos también por diversos nombres: Nadöbo, Kaborí, Guariba, Anodöup, Makunadöbö, Marahan, Kuyawí, Hahöb y Xuriwai. Su lengua pertenece a la rama Nadahup de la familia makú.

## Territorialidad
Actualmente son cerca de 500 personas que habitan en Jutaí, Roçado, Tabocal do Uneiuxi y en las riberas Del Río Negro. La comunidad de Jutaí se localiza en la cuenca del río Paraná Boá-Boá, afluente del río Japurá; Roçado se sitúa en las cabeceras del río Uneiuxí, afluente de la margen derecha del río Negro; mientras, a orillas del medio río Negro, cerca de Santa Isabel do Rio Negro están los llamados Kuyawi, que llegaron de las cabeceras del río Téa hacia 1940 y viven en los asentamientos de Boa Vista, Igarapé Aiquari e Bom Jardim.

## Economía
Considerados regionalmente como Makú por ser originalmente nómadas, cazadores-recolectores, ahora son seminómadas y dependen también de la agricultura itinerante, la pesca y especialmente de la venta de productos recolectados en la selva, como la castaña de Brasil y frutos de azaí.
Las comunidades de Roçado e Pucabi han conseguido relativa independencia de la explotación laboral e injustiças, al contrario de los de Bom Jardim que trabajaban en los cultivos de los indígenas de los rios, y fueron sometidos a sistemas de endeudes por los comerciantes.

## Matrimonio
Son predominantemente matrilocales y el marido debe ayudar a sus suegros en todas las labores, étnicamente endogámicos, consideran a la prima cruzada bilateral como la pareja ideal para el matrimonio y prohíben el matrimonio con la prima paralela por línea materna. Prefieren la exogamia entre sus grupos locales, pero los conflictos históricos han hecho poco frecuentes los matrimonios entre las comunidades del Río Negro y Roçado.